# Out of the Clouds
Pour plus de détails, voir Fiche technique et Distribution.
Out of the Clouds est un film britannique réalisé par Basil Dearden, sorti en 1955.

## Synopsis
Film choral sur une journée à l'aéroport de Londres.

## Fiche technique
- Titre original : Out of the Clouds
- Réalisation : Basil Dearden
- Scénario : John Eldridge, Michael Relph, d'après le roman de John Fores
- Direction artistique : Jim Morahan
- Costumes : Anthony Mendleson
- Photographie : Paul Beeson
- Son : Arthur Bradburn
- Montage : Jack Harris
- Musique : Richard Addinsell
- Production : Michael Relph, Eric Williams
- Production déléguée : Michael Balcon
- Société de production : Ealing Studios, Michael Balcon Productions
- Société de distribution : General Film Distributors
- Pays de production :  Royaume-Uni
- Langue originale : anglais
- Format : couleur (Eastmancolor) — 35 mm — 1,66:1 — son mono
- Genre : Comédie dramatique
- Durée : 88 minutes
- Dates de sortie : Royaume-Uni : 14 février 1955

## Distribution
- Anthony Steel : Gus Randall
- Robert Beatty : Nick Millbourne
- David Knight : Bill
- Margo Lorenz : Leah
- James Robertson Justice : Capitaine Brent
- Eunice Gayson : Penny Henson
- Isabel Dean : Mme Malcolm
- Gordon Harker : le chauffeur de taxi
- Bernard Lee : l'officier des douanes
- Michael Howard : Purvis
- Harold Kasket : Hafadi